# Ernst Carstens (Chemiker)
Ernst Carstens (* 2. Mai 1915 in Oberlethe; † 1986) war ein deutscher Chemiker, der in der Arzneimittelforschung Bedeutung erlangte.

## Leben
Carstens besuchte die Volksschule in Oberlethe und beendete die Oberschule in Oldenburg 1936 mit dem Abitur. Anschließend leistete er Arbeits- bzw. Militärdienst und begann 1938 sein Chemiestudium an der Universität Göttingen, das er 1944 mit dem Diplom abschloss. Während des Studiums war er bereits mehrfach zum Wehrdienst einberufen worden und geriet in britische Kriegsgefangenschaft, aus der er Ende 1945 entlassen wurde. Carstens kehrte nach Göttingen zurück und wurde 1947 bei Hans Lettré mit einer Arbeit zum Thema Über den Einfluß der Nitrilgruppe auf die Reaktionsfähigkeit des benachbarten Kohlenstoffatoms / Über Kondensationen des Reduktons promoviert.
Im Jahr 1947 zog Carstens nach Dresden und nahm seine Arbeit am Arzneimittelwerk Chemische Fabrik v. Heyden in Radebeul auf. Er stieg 1952 zum Gruppenleiter des inzwischen zum VEB umgewandelten Werks auf. Im selben Jahr wurde er mit dem mit 4000 DM dotierten Ehrentitel „Verdienter Erfinder“ ausgezeichnet. Bereits 1953 stieg Carstens zum Leiter der Forschungs- und Entwicklungsstelle auf. Er forschte unter anderem im Bereich der Sulfonamide, Salicylsäure und der Pyrazolone. Bis Anfang der 1960er-Jahre wurden mehr als 40 Präparate, die auf Carstens’ Forschung beruhten, zur Marktreife gebracht und auch exportiert.
Besondere Bedeutung erlangte Carstens auf dem Gebiet der Antidiabetika. Mit Erich Haack synthetisierte er 1951 den Wirkstoff „Ca 1022“, ein Sulfonylharnstoff, der als Präparat mit dem Namen Oranil auf den Markt kam. In der DDR begann damit „ein neuer Abschnitt der Diabetestherapie“. Carstens’ und Hellmuth Kleinsorge entwickelten zudem den Sulfonylharnstoff Tolbutamid, der in der DDR als Antidiabetikum Orabet in den Handel kam. Für seine „außerordentlichen Verdienste um den Aufbau und den Fortschritt der pharmazeutischen Forschung und Industrie in der Deutschen Demokratischen Republik“ erhielt Carstens 1961 den Nationalpreis III. Klasse für Wissenschaft und Technik. Mit Rudolf Eckardt, Klaus Femmer und Hermann Fiehring forschte Carstens in den 1970er-Jahren zudem zu Herz- und Kreislaufmitteln. Für die Entwicklung des Präparats Cordanum (Talinolol) wurde Carstens als Teil des Kollektivs „Entwicklung Cordanum“ 1980 erneut mit einem Nationalpreis III. Klasse für Wissenschaft und Technik ausgezeichnet.
Carstens war Vorsitzender des Zentralen Arbeitskreises für Forschung und Technik „Synthetische Heilmittel“ und gehörte zum Technisch-Ökonomischen Rat der VVB Pharmazeutische Industrie sowie zur Arbeitsgruppe „Pharmazeutische Industrie“ der Ständigen Kommission Chemie des Rates für gegenseitige Wirtschaftshilfe. Aus Carstens’ Forschungskreis gingen über 50 Patente hervor; Carstens selbst war auch als Patentrichter tätig. Er hatte einen Lehrauftrag an der Technischen Universität Dresden zum Thema Synthetische Heilmittel inne. Zudem hielt er regelmäßig Vorträge auf Kongressen im In- und Ausland.

## Patente (Auswahl)
- 6. Juli 1962: Verfahren zur Herstellung unsymmetrischer Alkylester der Schwefelsäure (Wolfgang Lugenheim, Ernst Carstens, Hans Fürst)
- 14. Dezember 1965: Verfahren zur Herstellung von 2,4,7-Triaminopteridinen (Ernst Carstens, Kurt Klemm, Günther Dietz)

## Auszeichnungen
- 1952: Verdienter Erfinder
- 1961: Nationalpreis III. Klasse für Wissenschaft und Technik
- 1980: Nationalpreis III. Klasse für Wissenschaft und Technik